# С чиста кръв
„С чиста кръв“ (на испански: De pura sangre) е мексиканска теленовела, създадена от Мария Саратини, режисирана от Хосе Рендон и продуцирана от Ернесто Алонсо за Телевиса през 1985-1986 г.
В главните роли са Кристиан Бах и Умберто Сурита, а в отрицателните – Енрике Алварес Феликс, Мануел Охеда и Виктор Хунко.

## Сюжет
В ранчото „Сан Хоакин“, намиращо се в село Сан Мигел Алиенде, умира милионерът дон Алберто Дуарте, собственик на голямо богатство и просперираща ферма, в която се отглеждат чистокръвни коне. Най-близката му роднина е племенницата му Флоренсия, която ще се омъжи за амбициозния Леонардо. За ужас на Леонардо, Флоренсия ще наследи само малка част от парите на дон Алберто, а останалата част и имението ще преминат в ръцете на непознатия от Мадрид Алберто Салерно.
Омеро, чичото на Леонардо, тъй като има интереси към наследството, прави капан на Алберто, който е арестуван за трафик на наркотици по пътя към Мексико и е осъден на двадесет години затвор. Междувременно, Леонардо се жени за Флоренсия, и я насърчава да оспори волята на дон Алберто заради отсъствието на посочения наследник, така че тя стана господарка на всичко, но само по документи, защото Леонардо се грижи за всичко във фермата. Обаче само осем месеца по-късно Алберто бяга от затвора по време на пожар и отива в Сан Мигел Алиенде с една идея – отмъщение.
Основният му заподозрян е Флоренсия, защото знае, че има причини да го отстрани. Алберто, който е работил като полицай, решава да започне да разследва случилото се. С фалшивото име Маркос Мехия той получава работа като работник във фермата, която технически е негова. Въпреки това, той е изненадан да открие във Флоренсия красива жена, която изглежда обзета от тъга. Флоренсия, хваната в капана на брак, изпълнен със сексуално разочарование, е привлечена от новия работник.

## Актьори
Част от актьорския състав:
- Кристиан Бах – Флоренсия Дуарте Валенсия
- Умберто Сурита – Алберто Салерно дел Вияр / Маркос Мехия
- Енрике Алварес Фелкси – Леонардо Алтамирано
- Хосе Антонио Ферал – Фулгенсио
- Мануел Охеда – Карлос Мелендес
- Делия Касанова – Лаура Бланкет
- Луис Хавиер – Фелипе
- Алисия Родригес – Беатрис Валенсия вдовица де Дуарте
- Виктор Хунко – Омеро Алтамирано
- Арсенио Кампос – Диего Бустаманте
- Офелия Кано – Кармелита
- Хакаранда Алфаро – Чуи
- Мигел Масия – Отец Франсиско
- Алехандро Руис – Агустин
- Гилермо Гарсия Канту – Анселмо Бустаманте
- Тито Гисар – Хуан
- Клаудия Инчауреги – Ана Мария Салерно
- Карлос Гера – Хавиер
- Алфонсо Кафити – Марио Салерно
- Адалберто Пара – Ампон

## Премиера
Премиерата на С чиста кръв е на 9 декември 1985 г. по Canal de las Estrellas. Последният 106. епизод е излъчен на 21 февруари 1986 г.

## Награди и номинации
Награди TVyNovelas 1986
| Категория                           | Номиниран(а)          | Резултат   |
| ----------------------------------- | --------------------- | ---------- |
| Най-добра теленовела                | Ернесто Алонсо        | Печели     |
| Най-добра актриса в главна роля     | Кристиан Бах          | Номинирана |
| Най-добър актьор в главна роля      | Умберто Сурита        | Печели     |
| Най-добър актьор в отрицателна роля | Енрике Алварес Феликс | Печели     |
| Най-добър актьор в отрицателна роля | Виктор Хунко          | Номиниран  |
| Най-добра първа актриса             | Алисия Родригес       | Номинирана |
| Най-добра млада актриса             | Делия Касанова        | Номинирана |
| Най-добро женско откритие           | Офелия Кано           | Печели     |
| Най-добро женско откритие           | Хакаранда Алфаро      | Номинирана |
| Най-добър женски дебют              | Клаудия Инчауреги     | Номинирана |
| Най-добър мъжки дебют               | Гилермо Гарсия Канту  | Номиниран  |
| Най-добър мъжки дебют               | Луис Хавиер           | Печели     |
| Най-добър режисьор                  | Хосе Рендон           | Печели     |
| Най-добра сценаристка               | Мария Саратини        | Печели     |

## Версии
- През 1997 г., Телевиса реализира римейка Златна клетка, продуцирана от Хосе Рендон, с участието на Едит Гонсалес и Саул Лисасо.
- През 2012 г. е създадена теленовелата Смела любов, режисирана от Лили Гарса и Фернандо Несме, и продуцирана от Карлос Морено Лагийо за Телевиса, с участието на Силвия Наваро, Кристиан де ла Фуенте, Летисия Калдерон, Сесар Евора, Флавио Медина и Лаура Кармине. Трябва да се отбележи, че сюжетът е променен, тъй като съдържа две истории - С чиста кръв от Мария Саратини и En los cuernos del amor, оригинална история от Марта Карийо, Кристина Гарсия и Денис Пфейфер.[2]